# Collegio elettorale di Castellammare di Stabia (Camera dei deputati)
Il collegio di Castellammare di Stabia fu un collegio elettorale uninominale della Repubblica Italiana per l'elezione della Camera dei deputati. Apparteneva alla circoscrizione Campania 1 e fu utilizzato per eleggere un deputato nella XII, XIII e XIV legislatura.
Venne istituito nel 1993 con la cosiddetta Legge Mattarella (Legge n. 277, Nuove norme per l'elezione della Camera dei deputati), attuata in seguito al referendum abrogativo del 1993. La legge istituì per la Camera dei deputati e per il Senato della Repubblica un sistema di elezione misto, in parte maggioritario e in parte proporzionale. Il 75% dei parlamentari dell'assemblea veniva eletto in collegi uninominali tramite sistema maggioritario a turno unico; il restante 25% alla Camera veniva eletto tramite sistema proporzionale con liste bloccate.
Il collegio venne abolito insieme a tutti gli altri che costituivano la Camera con la promulgazione della legge elettorale successiva, la cosiddetta Legge Calderoli. Questa prevedeva un sistema proporzionale con premio di maggioranza, che alla Camera veniva attribuito a livello nazionale.

## Territorio
Il collegio di Castellammare di Stabia era uno dei 47 collegi uninominali in cui era suddivisa la Campania e, come previsto dal D.Lgs. del 20 dicembre 1993 n. 536, era interamente compreso nella provincia di Napoli e comprendeva i seguenti comuni: Casola di Napoli, Castellammare di Stabia, Lettere, Pompei, Sant'Antonio Abate e Santa Maria La Carità.

## Eletti
| Elezione | Elezione | Deputato          | Partito                 |
| -------- | -------- | ----------------- | ----------------------- |
|          | 1994     | Salvatore Vozza   | Progressisti (PDS)      |
|          | 1996     | Salvatore Vozza   | L'Ulivo (PDS)           |
|          | 2001     | Gioacchino Alfano | Casa delle Libertà (FI) |

## Dati elettorali

### XII legislatura

#### Risultati proporzionale
| Coalizioni        | Coalizioni                  | Liste                                 | Liste                              | Voti   | %     |
| ----------------- | --------------------------- | ------------------------------------- | ---------------------------------- | ------ | ----- |
|                   | Progressisti                |                                       | Partito Democratico della Sinistra | 18.350 | 23,70 |
|                   | Progressisti                | Rifondazione Comunista                | 6.709                              | 8,66   |       |
|                   | Progressisti                | Federazione dei Verdi                 | 2.254                              | 2,91   |       |
|                   | Progressisti                | Movimento per la Democrazia - La Rete | 1.667                              | 2,15   |       |
|                   | Progressisti                | Partito Socialista Italiano           | 1.626                              | 2,10   |       |
|                   | Progressisti                | Alleanza Democratica                  | 501                                | 0,65   |       |
|                   | Progressisti                | Rinascita Socialista                  | 213                                | 0,28   |       |
| Totale coalizione | Totale coalizione           | 31.320                                | 40,45                              |        |       |
|                   | Polo del Buon Governo       |                                       | Forza Italia                       | 16.336 | 21,09 |
|                   | Polo del Buon Governo       | Alleanza Nazionale                    | 12.982                             | 16,76  |       |
| Totale coalizione | Totale coalizione           | 29.318                                | 37,85                              |        |       |
|                   | Patto per l'Italia          |                                       | Partito Popolare Italiano          | 6.719  | 8,68  |
|                   | Patto per l'Italia          | Patto Segni                           | 4.075                              | 5,26   |       |
| Totale coalizione | Totale coalizione           | 10.794                                | 13,94                              |        |       |
|                   | Lista Pannella              | Lista Pannella                        | Lista Pannella                     | 2.575  | 3,33  |
|                   | Programma Italia            | Programma Italia                      | Programma Italia                   | 1.856  | 2,40  |
|                   | Unione Cristiani Riformisti | Unione Cristiani Riformisti           | Unione Cristiani Riformisti        | 959    | 1,24  |
|                   | Alleanza Meridionale        | Alleanza Meridionale                  | Alleanza Meridionale               | 288    | 0,37  |
|                   | L'Arca                      | L'Arca                                | L'Arca                             | 234    | 0,30  |
|                   | Democrazia e Rinnovamento   | Democrazia e Rinnovamento             | Democrazia e Rinnovamento          | 98     | 0,13  |
| Totale            | Totale                      | Totale                                | Totale                             | 77.442 |       |

#### Risultati uninominale
|                               | Salvatore Vozza ✔️ Eletto | Progressisti                                      | 32 215 | 41,69 |  |  |  |  |  |
|                               | Giuseppe Abbagnale        | Polo del Buon Governo (FI - AN - CCD - UDC - PLD) | 27 775 | 35,94 |  |  |  |  |  |
|                               | Carmine D'Antuono         | Patto per l'Italia                                | 11 010 | 14,25 |  |  |  |  |  |
|                               | Pio Cuomo                 | Unione Cristiani e Riformisti                     | 3 433  | 4,44  |  |  |  |  |  |
|                               | Ferdinando D'Aniello      | Programma Italia                                  | 2 848  | 3,69  |  |  |  |  |  |
| Totale                        | Totale                    | Totale                                            | 77 281 | 100   |  |  |  |  |  |
|                               |                           |                                                   |        |       |  |  |  |  |  |
| Fonte: Ministero dell'interno |                           |                                                   |        |       |  |  |  |  |  |

### XIII legislatura

#### Risultati proporzionale
| Coalizioni        | Coalizioni                         | Liste                                     | Liste                              | Voti   | %     |
| ----------------- | ---------------------------------- | ----------------------------------------- | ---------------------------------- | ------ | ----- |
|                   | Polo per le Libertà                |                                           | Forza Italia                       | 17.559 | 23,36 |
|                   | Polo per le Libertà                | Alleanza Nazionale                        | 11.703                             | 15,57  |       |
|                   | Polo per le Libertà                | CCD-CDU                                   | 5.991                              | 7,97   |       |
| Totale coalizione | Totale coalizione                  | 35.253                                    | 46,90                              |        |       |
|                   | L'Ulivo                            |                                           | Partito Democratico della Sinistra | 18.243 | 24,26 |
|                   | L'Ulivo                            | Popolari per Prodi (PPI-SVP-PRI-UD-Prodi) | 6.015                              | 8,00   |       |
|                   | L'Ulivo                            | Rinnovamento Italiano                     | 3.240                              | 4,31   |       |
|                   | L'Ulivo                            | Federazione dei Verdi                     | 2.229                              | 2,96   |       |
| Totale coalizione | Totale coalizione                  | 29.727                                    | 39,53                              |        |       |
|                   | Progressisti                       |                                           | Rifondazione Comunista             | 6.969  | 9,27  |
|                   | Movimento Sociale Fiamma Tricolore | Movimento Sociale Fiamma Tricolore        | Movimento Sociale Fiamma Tricolore | 1.249  | 1,66  |
|                   | Lista Pannella - Sgarbi            | Lista Pannella - Sgarbi                   | Lista Pannella - Sgarbi            | 910    | 1,21  |
|                   | Partito Socialista                 | Partito Socialista                        | Partito Socialista                 | 744    | 0,99  |
|                   | Democrazia Sociale                 | Democrazia Sociale                        | Democrazia Sociale                 | 166    | 0,22  |
|                   | Sviluppo - Legalità                | Sviluppo - Legalità                       | Sviluppo - Legalità                | 165    | 0,22  |
| Totale            | Totale                             | Totale                                    | Totale                             | 75.183 |       |

#### Risultati uninominale
|                               | Salvatore Vozza ✔️ Eletto | L'Ulivo             | 41 443 | 54,95 |  |  |  |  |  |
|                               | Massimo De Angelis        | Polo per le Libertà | 30 870 | 40,93 |  |  |  |  |  |
|                               | Massimo Laureano          | Fiamma Tricolore    | 3 102  | 4,11  |  |  |  |  |  |
| Totale                        | Totale                    | Totale              | 75 415 | 100   |  |  |  |  |  |
|                               |                           |                     |        |       |  |  |  |  |  |
| Fonte: Ministero dell'interno |                           |                     |        |       |  |  |  |  |  |

### XIV legislatura

#### Risultati proporzionale
| Coalizioni        | Coalizioni              | Liste                                 | Liste                   | Voti   | %     |
| ----------------- | ----------------------- | ------------------------------------- | ----------------------- | ------ | ----- |
|                   | Casa delle Libertà      |                                       | Forza Italia            | 25.824 | 32,61 |
|                   | Casa delle Libertà      | Alleanza Nazionale                    | 7.569                   | 9,56   |       |
|                   | Casa delle Libertà      | CCD-CDU                               | 1.587                   | 2,68   |       |
|                   | Casa delle Libertà      | Nuovo PSI                             | 701                     | 0,89   |       |
| Totale coalizione | Totale coalizione       | 35.681                                | 45,74                   |        |       |
|                   | L'Ulivo                 |                                       | Democratici di Sinistra | 11.854 | 14,97 |
|                   | L'Ulivo                 | La Margherita (Dem - PPI - RI- UDEUR) | 7.895                   | 9,97   |       |
|                   | L'Ulivo                 | Il Girasole (FdV - SDI)               | 3.398                   | 4,29   |       |
|                   | L'Ulivo                 | Comunisti Italiani                    | 1.741                   | 2,20   |       |
| Totale coalizione | Totale coalizione       | 24.888                                | 31,43                   |        |       |
|                   | Democrazia Europea      | Democrazia Europea                    | Democrazia Europea      | 4.866  | 6,14  |
|                   | Lista Di Pietro         | Lista Di Pietro                       | Lista Di Pietro         | 3.538  | 4,47  |
|                   | Rifondazione Comunista  | Rifondazione Comunista                | Rifondazione Comunista  | 3.353  | 4,23  |
|                   | Lista Pannella - Bonino | Lista Pannella - Bonino               | Lista Pannella - Bonino | 1.013  | 1,28  |
|                   | Fiamma Tricolore        | Fiamma Tricolore                      | Fiamma Tricolore        | 867    | 1,09  |
|                   | Forza Nuova             | Forza Nuova                           | Forza Nuova             | 166    | 0,21  |
|                   | Paese Nuovo             | Paese Nuovo                           | Paese Nuovo             | 86     | 0,11  |
|                   | Abolizione scorporo     | Abolizione scorporo                   | Abolizione scorporo     | 85     | 0,11  |
| Totale            | Totale                  | Totale                                | Totale                  | 79.196 |       |

#### Risultati uninominale
|                               | Gioacchino Alfano ✔️ Eletto | Casa delle Libertà | 32 432 | 40,33 |  |  |  |  |  |
|                               | Salvatore Vozza             | L'Ulivo            | 31 609 | 39,31 |  |  |  |  |  |
|                               | Catello Cascone             | Democrazia Europea | 10 717 | 13,33 |  |  |  |  |  |
|                               | Paolo D'Apuzzo              | Lista Di Pietro    | 3 198  | 3,98  |  |  |  |  |  |
|                               | Mario D'Antuono             | Fiamma Tricolore   | 1 443  | 1,79  |  |  |  |  |  |
|                               | Nunzio Molino               | Lista Emma Bonino  | 1 013  | 1,26  |  |  |  |  |  |
| Totale                        | Totale                      | Totale             | 80 412 | 100   |  |  |  |  |  |
|                               |                             |                    |        |       |  |  |  |  |  |
| Fonte: Ministero dell'interno |                             |                    |        |       |  |  |  |  |  |